# Chlorodynerus lamaosensis
Chlorodynerus lamaosensis är en stekelart som först beskrevs av Schulthess 1934.  Chlorodynerus lamaosensis ingår i släktet Chlorodynerus och familjen Eumenidae. Inga underarter finns listade i Catalogue of Life.